# 小尾恵一郎
小尾 恵一郎（おび けいいちろう、1927年〈昭和2年〉5月22日 - 1997年〈平成9年〉10月16日）は、日本の経済学者。慶応義塾大学経済学部名誉教授。専門は計量経済学。労働供給に関する理論・実証研究で知られる．

## 学歴
1940年慶応義塾幼稚舎卒業、1944年慶応義塾普通部(旧制)卒業、1947年慶応義塾大学(旧制)予科卒業、1950年慶応義塾大学(旧制)経済学部卒業、1966年慶応義塾大学経済学博士(慶応義塾大学第220号)。

## 職歴
慶応義塾大学経済学部副手・助手・助教授を経て、1967年同教授，1963年-1964年ハーバード大学訪問研究員、1993年慶応義塾大学名誉教授，1987-1991年慶応義塾大学産業研究所所長、更に経済企画庁経済審議会計量部会委員、労働省中央審議会専門委員、行政管理庁統計審議会専門委員、総務庁統計審議会委員、文部省学術国際局学術審議会専門員を兼任した。小尾恵一郎と尾崎巌と辻村江太郎は慶応大学の計量経済学・統計学の三羽烏と呼ばれた。

## 主な学術業績とその影響
小尾は日本における労働供給研究の草分けとされる。
特に、家計における核所得者(家計内の最も所得の高い構成員)と非核所得者(家計内の最も所得の高い構成員以外の構成員)の概念を明示的に示し、いわゆるダグラス・有沢の法則に基礎を置く精緻な労働供給の理論モデルを開発した

。
労働供給に関する小尾の研究は，牧厚志，樋口美雄等の慶応義塾大学商学部を中心とする研究者にその後大きな影響を与えた

。
一方、女性の教育水準上昇・男女雇用均等法の施行などにより、ダグラス・有沢の法則が妥当しなくなってきているとの研究結果も得られている

。